# Lorry-Mardigny
Lorry-Mardigny é uma comuna francesa na região administrativa do Grande Leste, no departamento de Mosela. Estende-se por uma área de 11.36 km², e possui 651 habitantes, segundo o censo de 2018, com uma densidade de 57 hab/km².